# 毛志尹
毛志尹（？—？），號思近，江西南昌府南昌縣人，明朝政治人物。

## 生平
萬曆四年（1576年）丙子科江西鄉試舉人。萬曆二十年（1592年），登壬辰科第二甲第四十五名進士，都察院觀政，二十一年授南工部主事，丁憂，二十六年補刑部，二十七年升郎中，三十二年升浙江嚴州府知府。三十六年仕至浙江副使，三十七年致仕。

## 家族
曾祖毛景清；祖父毛萬閏；父毛曰秀。